# 円通寺 (新宿区)
圓通寺（えんつうじ）は、東京都新宿区にある日蓮宗の寺院。

## 歴史
1640年（寛永17年）、宝勝院日深によって開山された。宝勝院日深はもともと小湊誕生寺の僧侶であったが、江戸に赴いて草庵を結んだのが当寺の起源である。
当寺が安置している三面大黒天像は、日蓮宗宗祖日蓮作とされており、俵でなく臼（臼型の台座？）の上に乗っているのが特徴である。当寺第3世住職顕勝院日生が小湊誕生寺から請来したものである。山号の「大黒山」も、この大黒天に由来している。

## 交通アクセス
- 東京メトロ丸ノ内線四谷三丁目駅3番出口より徒歩4分（経路案内）。
- 四ツ谷駅より徒歩11分（経路案内）。